# Paweł Goldkraut

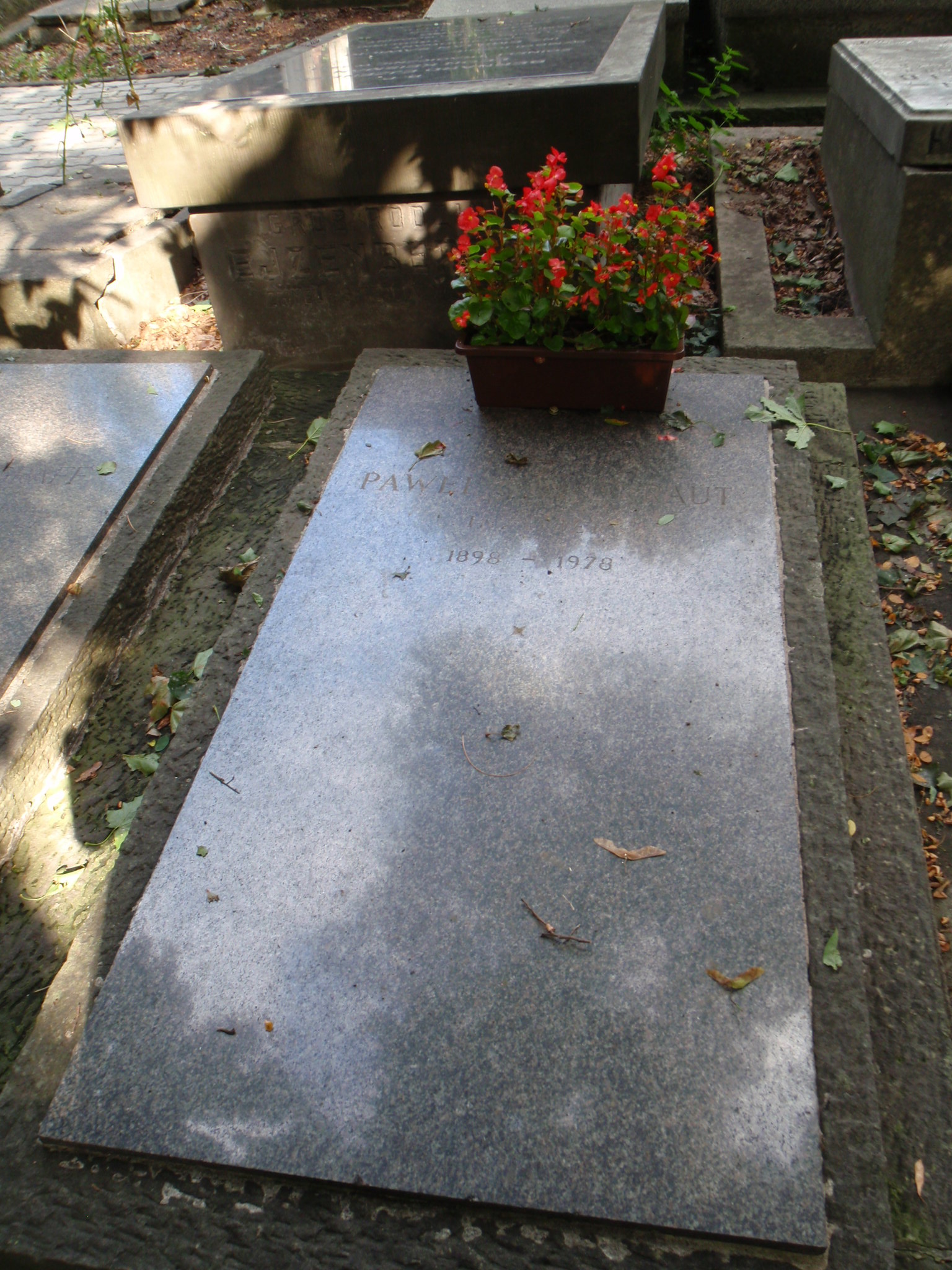
Grób Pawła Goldkrauta na cmentarzu żydowskim przy ulicy Okopowej w Warszawie

Paweł Goldkraut (ur. 28 września 1898 w Warszawie, zm. 8 września 1978 tamże) – polski inżynier żydowskiego pochodzenia, budowniczy dróg i mostów.

## Życiorys
Urodził się w rodzinie Stanisława (zm. 1937) i Heleny z Graffów (1867–1933).
Podczas I wojny światowej, w 1915 zdał maturę w gimnazjum im. Stanisława Staszica w Warszawie, wstąpił do Polskiej Organizacji Wojskowej. W czasach gimnazjalnych był członkiem komendy głównej organizacji harcerskiej im. Berka Joselewicza. Od 11 listopada 1918 do listopada 1920 ochotniczo służył w Wojsku Polskim na froncie lwowskim i litewsko-białoruskim. Odznaczony Medalem Pamiątkowym za Wojnę 1918–1921. W 1924 ukończył studia na Wydziale Inżynierii Lądowej Politechniki Warszawskiej ze stopniem inżyniera dróg i mostów. Podczas studiów był członkiem Związku Polskiej Młodzieży Akademickiej pochodzenia żydowskiego. 
W czasie II wojny światowej przebywał w ZSRR, był działaczem Związku Patriotów Polskich w Kraju Krasnodarskim. 
Po wojnie brał czynny udział w odbudowie wielu budynków w Warszawie i innych miastach Polski. Współdziałał przy budowie budynku Teatru Żydowskiego i Towarzystwa Społeczno-Kulturalnego Żydów w Warszawie. Był członkiem zarządu Żydowskiego Instytutu Historycznego, gdzie działał na rzecz ochrony zabytków żydowskich w Polsce.
Zmarł 8 września 1978 w Warszawie, pochowany na cmentarzu żydowskim przy ulicy Okopowej (kwatera 10-6-11).